# Dolichoderus dentatus
Dolichoderus dentatus är en myrart som beskrevs av Auguste-Henri Forel 1902. Dolichoderus dentatus ingår i släktet Dolichoderus och familjen myror. Inga underarter finns listade i Catalogue of Life.